# YO-HEY
YO-HEY（ヨー-ヘイ、1988年2月6日 - ）は、日本の男性プロレスラー。本名は藤田 洋平（ふじた ようへい）。兵庫県養父市出身。プロレスリング・ノア所属。血液型A型。

## 経歴
2008年12月22日、DRAGON GATEの若手興行「DRAGON GATE NEX」で藤田洋平として対近野健一戦でデビュー。
2009年1月18日、DRAGON GATE大阪府立体育会館第2競技場大会でDRAGON GATEに初登場。3月20日、勢いの良さとファイトぶりを評価されてユニット「WARRIORS-5」に加入と同時にリングネームをRYOMAに改名。リングネームはCIMAの首の治療時にトレーニングパートナーとして訪れた高知県ゆかりの坂本龍馬にあやかったものである。2月から5月、DRAGON GATEの道場で飼育されているニホンザルが選手らによって虐待されていることをブログで公表したことにより、DRAGON GATEに抗議が殺到する。虐待に関与していないものの、その告発ブログが騒ぎの発端であるとされて6月より、無期限謹慎処分となり、後に期間が処分の開始より、1年間とされたが騒動の責任を負う形で12月31日に退団と同時に引退を発表。
2011年2月13日、アパッチプロレス軍世界館大会でリングネームを藤田洋平に戻して復帰。その後、夢であるWWE参戦のため、アメリカに渡ることを発表と同時にリングネームをYO-HEYに改名。7月15日、SMASH後楽園ホール大会で対AKIRA戦でワールドトライアウトが行われて試合には負けたが実力を認められて合格。SMASHからは過去について公表はないがDRAGON GATEを主戦場にしているGammaと同じリングに立つ事になった。
2013年9月1日、道頓堀プロレスに入団。
2014年9月1日、ダブプロレスに移籍。
2017年9月3日、プロレスリング・ノアに移籍。
2021年11月5日、DRAGON GATE後楽園ホール大会にPERROS DEL MAL DE JAPONのメンバーとして12年振りに登場した。
2022年6月8日、NOAH後楽園ホール大会で、元古巣の王座、オープン・ザ・トライアングルゲート王座を小峠篤司、原田大輔と共に初戴冠を果たした。
2023年3月1日開催の『ジュニア夢の祭典 〜ALL STAR Jr. FESTIVAL 2023〜』では第8試合5WAYマッチに出場。
2025年5月3日、NOAH両国国技館大会「LINEヤフーPresents プロレスリング・ノア 25周年記念大会 MEMORIAL VOYAGE 2025 in KOKUGIKAN」にてEitaを下し、同団体で初のシングル王座戴冠を8年越しで果たす。

## 得意技
バンブードラゴンフライ
コーナー最上段から上半身を右方向へと軽く捻って反動をつけて上半身を元に戻しながらジャンプして空中で体を左方向へと720度錐揉み回転して仰向けになった相手の上に腹部から落下する。
ツイスト・オブ・フェイト
顔面G
戸澤塾秘伝・巌鬼と同型。
ロープから走り込んで相手の正面からジャンプし、両膝を両肩に乗せるように飛びつき、体重を浴びせて後頭部からマットに叩きつける変形ダブル・ニー・アタック。そのまま片足を抱え込んでエビで固めるのが特徴。走りこんできた相手にカウンターで決めるバージョンも多用する。
スーパー顔面G
コーナー最上段から仕掛ける顔面G。
トラースキック
通常のトラースキックに加えジャンピング式トラースキックも使用する。
ドロップキック
技を仕掛けた際にそのまま自身が後方ヘ回転するのが特徴。
変型ブルドッキングヘッドロック
カサドーラのように飛びつき前に倒れこむ際に両手でプッシュアップしその反動で上ヘ上がりブルドッキングヘッドロックを行う。
ダブルニーアタック
YO-HEYの場合はトップロープとセカンドロープの間にもたれかかっている相手の後頭部に敢行する
YO-ROLL
スライディングしながら横入り回転エビ固めをして自身はそのまま前方にブリッジしながら変型のジャックナイフでフォールする技。
逆水平チョップ
ミサイルキック

## タイトル歴
プロレスリング・ノア
- GHCジュニアヘビー級王座（第58代）
- GHCジュニアヘビー級タッグ王座（第31、39、49、54、56、59、61代）（パートナーはHAYATA×2→小峠篤司→Kzy→タダスケ→HAYATA）[6]
- GLOBAL Jr. TAG LEAGUE優勝（2017年、2018年）（パートナーはHAYATA×2）

ダブプロレス
- DOVEタッグ王座（第8代）（パートナーは近野剣心）

暗黒プロレス組織666
- 666認定きかんしゃ級王座（パートナーはグンソ、HAYATA）

DRAGON GATE
- オープン・ザ・トライアングルゲート王座（第80代）（パートナーは、小峠篤司、原田大輔）

## 入場テーマ曲
- HOW-RING / 中村"Anija"隆宏

現在のテーマ曲。2019年9月16日から使用。
- Africa / カール・ウルフ
- I'm Too Sexy / ライト・セッド・フレッド